# Kľak
Kľak (em húngaro: Madarasalja) é um município da Eslováquia, situado no distrito de Žarnovica, na região de Banská Bystrica. Tem 22,81 km² de área e sua população em 2018 foi estimada em 192 habitantes.

## Demografia
| Ano:        | 1994 | 2004   | 2014   | 2024    |
| ----------- | ---- | ------ | ------ | ------- |
| Broj ljudi: | 251  | 242    | 218    | 168     |
| Razlika:    |      | -3,58% | -9,91% | -22,93% |

| Ano:               | 2023 | 2024   |
| ------------------ | ---- | ------ |
| Número de pessoas: | 170  | 168    |
| Diferença:         |      | -1,17% |